# Berry's
『Berry's』（ベリーズ）は、Sphereより2013年6月28日に発売されたアダルトゲーム。2006年にサークル「HEARTWORK」から発行された同人誌が原作。

## あらすじ
主人公の宝交早生は学園3年生。
そろそろ進路を決めなければいけないが、進学するか就職するか決めかねて、最後の夏休みはファミレス「Berry's」でアルバイトをすることにした。

## 登場人物
声優名は、ドラマCD版 / アダルトゲーム版の順。「-」の場合は声をあてていないか、未登場。

### 主人公
宝交 早生（ほうこう はやお）
声 - 神谷浩史 / -
学園の3年生。

### メインヒロイン
森久保 由那（もりくぼ ゆな）
声 - 喜多村英梨 / 遙そら
早生と同じ新人アルバイト。実はBerry'sの創業者一族で、社会勉強のため無理矢理働かされている。
牧ノ沢 恵那（まきのさわ えな）
声 - 遠藤綾 / 内村うなじ
早生の学園の後輩。学園では後輩だがBerry'sでは先輩のアルバイト。
佐藤 春姫（さとう はるき）
声 - 阿澄佳奈 / 桐谷華
恵那の同級生。夏姫の双子の姉。明るく元気、好奇心旺盛な少女。
佐藤 夏姫（さとう なつき）
声 - 花澤香菜 / 渡辺涼子
春姫の双子の妹だが、春姫とは対照的におとなしく真面目な性格。
伊豆野 踊子（いずの ようこ）
声 - 堀江由衣 / 天乃有津梅
学園は違うが早生とは同学年の、先輩アルバイト。学園ではチアリーダーをしており、体育会系で、包容力豊か。
宝交 祐佳（ほうこう ゆうか）
声 - - / 三代眞子
早生の年子の妹。Berry'sの常連客だったが、兄がアルバイトをすると知り、自分もアルバイトを始める。

### サブキャラクター
杜松 忍
声 - 中村悠一 / 響玲二
Berry'sの辣腕マネージャー。森久保グループの会長には多大な恩義があり、由那を快く受け入れる。
井筒 綾
声 - 伊藤静 / 神戸ちせ
頼れるバイトリーダー。バンドの追っかけで休暇中は地方に遠征している。
三村 章吾
声 - 小野大輔 / 望木庵中
厨房担当。早生にとっては兄貴分で相談にも乗ってくれるが、綾と比べてややドライな面もある。
辰巳 若葉
声 - 下屋則子 / 嶋田夏海
早生の学園の後輩で祐佳の同級生。ドジっ子だが、隠れファンも多い。
束原 薫乃
声 - - / 沢村かすみ
アルバイトの先輩。ネットゲームの課金目的でバイトをしており、バイト中にもこっそりやるなど不真面目な一面も。
五夢 有葉
声 - - / 海老原あいす
アルバイトの先輩。おっとりした性格。
麻生 三月
声 - 榊原ゆい / 奏雨
アルバイトの先輩。大人の落ち着きのある女性。

## スタッフ
- シナリオ - 太刀風雪路、朝倉誠理
- 原画 - 鈴平ひろ、橋本タカシ、九尾、七尾奈留、きみづか葵、さくら小春
- サブキャラ原画 - 木野薫、蓮見江蘭、小原トメ太、源之助
- SD原画 - すいみゃ
- 音楽 - Peak A Soul+
  - OP「Welcom☆Berry's」歌：Duca
  - ED「また好きになる」歌：Duca

## ドラマCD版
メディアビレッジより発売、全5巻。
Berry's ドラマCD Vol.1 森久保由那
発売日 - 2009年8月21日
Berry's ドラマCD Vol.2 佐藤夏姫
発売日 - 2009年12月29日
Berry's ドラマCD Vol.3 佐藤春姫
発売日 - 2009年12月29日
Berry's ドラマCD Vol.4 伊豆野踊子
発売日 - 2010年12月30日
Berry's ドラマCD Vol.5 辰巳若葉
発売日 - 2010年12月30日

### キャスト
- 宝交早生：神谷浩史（全5巻）
- 森久保由那：喜多村英梨（全5巻）
- 佐藤夏姫：花澤香菜（Vol.2、3）
- 佐藤春姫：阿澄佳奈（Vol.1、2、3、5）
- 伊豆野踊子：堀江由衣（Vol.2、3、4）
- 井筒綾：伊藤静（全5巻）
- 三村章吾：小野大輔（全5巻）
- 杜松忍：中村悠一（全5巻）
- 辰巳若葉：下屋則子（Vol.2、3、4、5）
- 長谷川小鳥：矢作紗友里（Vol.1、4）
- 麻生三月：榊原ゆい（Vol.4）
- 隆之：吉野裕行（Vol.4）
- 美由紀：巽悠衣子（Vol.4）
- 牧ノ沢恵那：遠藤綾（Vol.5）
- 若葉兄：櫻井孝宏（Vol.5）

## 関連商品
月刊コミックブレイド（マッグガーデン刊）の2013年6月号から2014年6月号に櫻井マコトがコミカライズ版を連載。全2巻。
- 第1巻 2013年8月10日発売
- 第2巻 2014年6月10日発売